# Universidade Estadual de Goiás
A Universidade Estadual de Goiás (UEG) é uma universidade pública estadual multicampi, situada no Estado de Goiás, Brasil, fundada em 27 de agosto de 1999, pelo Decreto Estadual n.º 5112. Originalmente era a Universidade Estadual de Anápolis (UNIANA), sendo fundida com 12 instituições de ensino superior do estado. Dentre essas instituições, estavam a Faculdade de Ciências Econômicas de Anápolis (FACEA), fundada no ano de 1961, e a Escola Superior de Educação Física do Estado de Goiás, sediada em Goiânia.
A sede da UEG é o Campus Central, localizado em Anápolis. Para ingressar na universidade, há duas formas: por meio de um exame vestibular, ou por meio de aproveitamento do Exame Nacional do Ensino Médio.
A UEG oferece 52 cursos em 39 cidades, perfazendo um total de 142 cursos de graduação, sendo 19 cursos de tecnologia, 77 cursos de licenciatura e 32 cursos de bacharelado, organizados em 8 campus. Além disso, conta com 14 programas de mestrado e 2 programas de doutorado. No último ano foram ofertadas cerca de 5 mil vagas nos cursos de graduação da UEG através do vestibular e do Sistema de Avaliação Seriado (SAS). Desde 2013 a universidade possui um canal de mídia institucional, associada da ABTU, que a partir de 2025 será transformado em um canal de TV afiliada da TV Brasil.

## História
A UEG foi fundada em 16 de abril de 1999 pelo decreto lei n° 13456 publicada no DOE-GO de 20 de abril de 1999. Foi uma fusão das universidades isoladas que existiam até então. Estas faculdades isoladas foram criadas pelos governadores: Iris Rezende Machado e Henrique Antônio Santillo. E, Marconi Perillo, pelas suas atribuições de governador, fundou a UEG. Eram 14 as universidades isoladas:
- UNIANA - Universidade Estadual de Anápolis.[13]
- Eseffego - Escola Superior de Educação Física e Fisioterapia de Goiás[14]
- FAFICIGO - Faculdade de Filosofia da Cidade de Goiás
- FECLISF - Faculdade de Ciências e Letras Ilmosa Saad Fayad (Formosa)
- FECLITA - Faculdade de Educação, Ciências e Letras de Itapuranga
- FAMUNSA - Faculdade Municipal de Sanclerlândia
- FACLPO - Faculdade de Ciências e Letras de Posse
- FECLIP - Faculdade de Educação, Ciências e Letras de Iporá
- FECELP- Faculdade de Educação, Ciências e Letras de Porangatu[15][16]
- FECLEQ - Faculdade de Educação, Ciências e Letras de Quirinópolis
- FELSL - Faculdade de Educação de São Luís de Montes Belos
- FAECHEJA - Faculdade Estadual de Ciências Humanas e Exatas de Jaraguá
- FECLU - Faculdade de Ciências e Letras de Uruaçu
- FECLEM- Faculdade de Educação em Ciências e Letras de Morrinhos

## Estrutura

### Pró-reitorias
- Pró-reitoria de Graduação
- Pró-reitoria de Pesquisa e Pós-Graduação
- Pró-reitoria de Extensão, Cultura e Assuntos Estudantis.

## Lista de Reitores

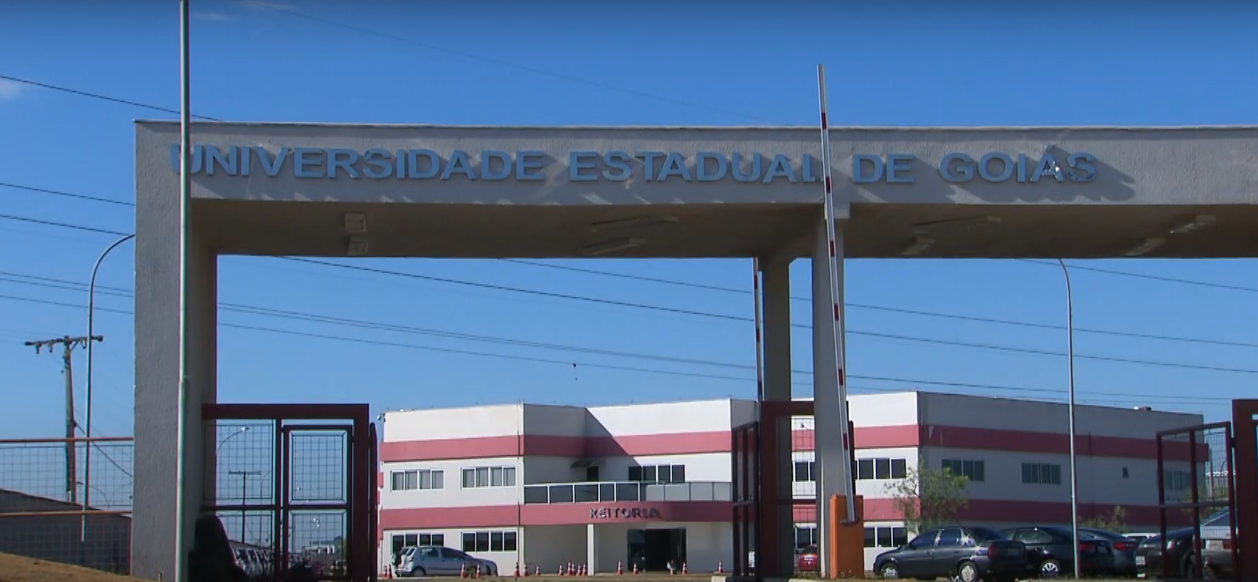
Reitoria da Universidade Estadual de Goiás, Anápolis

Desde sua criação, em 1999, a Universidade Estadual de Goiás (UEG) já teve os seguintes reitores:
| O.H | Reitor                          | Reitor                | Início do mandato       | Fim do mandato         | Obs.                                                | Referências   |
| --- | ------------------------------- | --------------------- | ----------------------- | ---------------------- | --------------------------------------------------- | ------------- |
| 1   | José Izecias de Oliveira        | semmoludra            | 1999                    | 2000                   | Nomeação do governador Marconi Perillo              | [ 17 ]        |
| 1   | José Izecias de Oliveira        | semmoludra            | 2001                    | 2004                   | Por eleição                                         | [ 17 ]        |
| 1   | José Izecias de Oliveira        | semmoludra            | 2005                    | 2008                   | Por reeleição                                       | [ 17 ]        |
| 2   | Luiz Antonio Arantes            |                       | 2009                    | fevereiro de 2012      | Por eleição                                         | [ 17 ]        |
| 3   | Haroldo Reimer                  |                       | fevereiro de 2012       | dezembro de 2012       | Interino por nomeação do governador Marconi Perillo | [ 18 ] [ 19 ] |
| 3   | Haroldo Reimer                  | dezembro de 2012      | 7 de novembro de 2017   | Por eleição            |                                                     | [ 18 ] [ 19 ] |
| 3   | Haroldo Reimer                  | 7 de novembro de 2017 | abril de 2019           | Por eleição            |                                                     | [ 18 ] [ 19 ] |
| 4   | Ivano Alessandro Devilla        |                       | abril de 2019           | 20 de setembro de 2019 | Interino, por substituição ao reitor que renunciou  | [ 20 ]        |
| 5   | Rafael Gonçalves Santana Borges |                       | 20 de setembro de 2019  | 08/2019 - 02/2020      | Nomeação do governador Ronaldo Caiado               | [ 21 ]        |
| 6   | Valter Gomes Campos             |                       | 14 de fevereiro de 2020 | 3 de agosto de 2021    | Nomeação do governador Ronaldo Caiado               | [ 22 ] [ 23 ] |
| 7   | Antônio Cruvinel Borges Neto    |                       | 3 de agosto de 2021     | presente               | Por eleição                                         | [ 24 ]        |

## Campus
A UEG possui 8 Campus com sede nos municípios de Anápolis, Aparecida de Goiânia, Goiás, Formosa, Morrinhos, Quirinópolis, São Luis de Montes Belos e Uruaçu.
| Campus        | Sede | Sede                     | Unidade Universitárias                                          |
| ------------- | ---- | ------------------------ | --------------------------------------------------------------- |
| Norte         |      | Uruaçu                   | Crixás, Minaçu, Niquelândia, Porangatu, São Miguel do Araguaia. |
| Nordeste      |      | Formosa                  | Campos Belos, Posse.                                            |
| Cora Coralina |      | Goiás (município)        | Itaberaí, Itapuranga, Jussara.                                  |
| Central       |      | Anápolis                 | Ceres, Goianésia, Jaraguá, Luziânia, Pirenópolis, Silvânia.     |
| Oeste         |      | São Luís de Montes Belos | Iporá, Palmeiras de Goiás, Sanclerlândia.                       |
| Metropolitano |      | Aparecida de Goiânia     | Goiânia, Inhumas, Senador Canedo, Trindade.                     |
| Sudoeste      |      | Quirinópolis             | Edéia, Jataí, Mineiros, Santa Helena de Goiás.                  |
| Sudeste       |      | Morrinhos                | Caldas Novas, Ipameri, Itumbiara, Pires do Rio.                 |

## Institutos
A UEG se organiza academicamente por meio de cinco Institutos:
- Instituto de Ciências Agrárias e Sustentabilidade - UEG (Agronomia, Engenharia Agrícola, Engenharia Florestal, Medicina Veterinária, entre outros)
- Instituto de Ciências da Saúde e Biológicas - UEG (Educação física, Enfermagem, Farmácia, Fisioterapia, Medicina - UEG, Ciências Biológicas, entre outros)
- Instituto de Ciências Sociais Aplicadas - UEG (Administração, Ciência Contábeis, Cinema e Audiovisual, Design de Moda, Bacharelado em Direito da UEG[27], Turismo e Patrimônio, entre outros)
- Instituto de Ciências Tecnológicas - UEG (Arquitetura e Urbanismo, Engenharia Civil, Química Industrial, Sistemas de Informação, Química, entre outros)
- Instituto de Educação e Licenciaturas - UEG (Psicologia, Física, Geografia, História, Letras, Matemática, Pedagogia, entre outros)